# Duguetia cauliflora
Duguetia cauliflora este o specie de plante angiosperme din genul Duguetia, familia Annonaceae, descrisă de Robert Elias Fries. Conform Catalogue of Life specia Duguetia cauliflora nu are subspecii cunoscute.